# 古斯塔夫·韦特斯特伦
古斯塔夫·韦特斯特伦（瑞典語：Gustav Wetterström，1911年10月15日—1991年11月16日），瑞典男子足球运动员，司职前锋。他曾代表瑞典国家队参加1938年国际足联世界杯，结果队伍获得第四名。